# Zeltia
Zeltia (abreviat ZEL per a la seva identificació en la Borsa de valors) és un grup d'empreses químico-farmacèutiques i de biotecnologia d'origen espanyol compost per les empreses biofarmacèutiques PharmaMar (antitumorals d'origen marí), Sylentis (fàrmacs basats en silenciament gènic - RNAi), Zelnova (insecticides, ambientadors), Xylazel (productes de protecció de la fusta) i Genomica (anàlisi molecular).
El grup Zeltia cotitza en borsa i aposta per la I + D com l'eix de la seva activitat.

## Història del grup Zeltia
Zeltia és un grup d'empreses químico-farmacèutiques fundat a Vigo l'any 1939 com a escissió del laboratori Miguel Servet. Els seus impulsors van ser els germans Fernández López, de Lugo. En un primer moment l'empresa es nodreix amb les aportacions científiques de Ferran Calvet i Prats, que provenia de la Universitat de Santiago de Compostel·la i havia estat represaliat pel franquisme al final de la guerra civil. Calvet aporta els seus coneixements tècnics a l'empresa fins que és reintegrat a la Universitat de Salamanca en el curs 1944-1945.
Ferran Calvet, que treballava com a director tècnic dels laboratoris Miguel Servet de Vigo (Institut Bioquímic) al final del curs 1935-1936, tenia com a missió organitzar un laboratori per estudiar mètodes de conservació, anàlisi i extracció de la banya del sègol del sègol per obtenir alcaloides que s'utilitzarien per fabricar el preparat «Pan-Ergot», indicat per l'afecció de migranyes i glaucomes. El director d'aquesta empresa farmacèutica era el doctor Obella Vidal, militant galleguista, associat amb un farmacèutic anomenat Rubira. Tan aviat com esclata la guerra civil, Calvet fuig a Suècia i Obella registra a Portugal una marca amb el nom de «Zeltia», a l'agost de 1937, per a l'explotació de la banya del sègol. Entre altres coses aconsegueix una concessió per sembrar plantes medicinals a la zona d'O Porriño, lloc on els germans Fernández López tenien instal·lades la major part de les seves empreses.
La veritat és que la proximitat de les empreses dels germans Fernández López amb la d'Obella Vidal, a més d'una certa sintonia en el terreny ideològic, va donar lloc a un nou projecte empresarial. Possiblement Obella Vidal, en un moment precari des del punt de vista econòmic i polític i després d'algunes experiències negatives, va haver de vendre la seva idea als germans Fernández López, introduint en el tracte la vinculació a la nova empresa del personal adscrit amb l'empresa anterior .
L'objectiu inicial de l'empresa va ser el d'explotar la flora medicinal d'Espanya i l'aprofitament dels productes procedents de glàndules d'animals que s'obtenien de les empreses càrnies amb què operaven els germans Fernández López a través dels escorxadors d'O Porriño i de Mèrida.
Un cop arribat a un acord amb Obella, Calvet torna a Espanya i es reintegra al seu lloc a l'empresa. Ens dona una idea clara de la importància relativa de cada un dels actors en aquesta aventura el fet que en la fundació de Zeltia s'inscriuen els germans Fernández López (quatre germans) amb 200 accions cadascun, el doctor Obella Vidal amb 200 accions, José Ruiz amb 25 accions, Ferran Calvet Prats amb 25 accions, i Fidel Isla Couto amb 10 accions.
En aquesta època, Ferran Calvet, juntament amb un grup de científics format per destacats catedràtics de les facultats de Ciències, Farmàcia i Medicina de la Universitat de Santiago de Compostel·la, patenten en poc més d'un any i mig més de deu especialitats farmacèutiques, cadascuna amb el seu corresponent registre sanitari. En els seus laboratoris s'elaboren fàrmacs com l'efedrina, la digitalina, els extractes hepàtics, la foliculina, les insulines, el purpuripà, i les vitamines de tota mena comercialitzades com Zeltivit. També es van elaborar i comercialitzar vacunes, plaguicides i fungicides. Potser el més famós de tots ells és el DDT (dicloro-difenil-tricloroetà), principal component dels insecticides i plaguicides de l'època. Ferran Calvet marxa a Salamanca el 1944, on continua la seva tasca docent. Mor a Barcelona el 16 de juny de 1988, als 85 anys.
Amb els productes derivats del DDT l'empresa Zeltia S. A. crea una nova divisió dedicada a fins agrícoles, arribant a una gran distribució dels productes ZZ, que es converteixen en els primers en quota de mercat a Espanya.
El 1945 Zeltia participa en la creació d'Antibióticos S. A., juntament amb els laboratoris Abelló, Ibys, Leti, Llorente i Uquifa, mantenint una participació del 23% de les accions fins a l'any 1985, quan és comprada per Mario Conde.
El 1952 estableix relacions científiques i comercials amb Imperial Chemical Industries (ICI) i amb Cooper McDougall & Robertson Ltd, creant quatre divisions: mèdica, agroquímica, insecticides i veterinària. L'any 1964 aquestes quatre divisions es converteixen en tres noves companyies: Zeltia Agraria, ICI Farma i Cooper Zeltia, sota la direcció i gestió de Zeltia S.A.
A la dècada de 1960 sorgeixen dues empreses pertanyents al grup Zeltia de gran rellevància a nivell nacional: pintures i vernissos Xylazel, SA i la companyia d'insecticides i ambientadors Zelnova, SA, totes dues amb seu a l'àrea metropolitana de Vigo.
A finals de la dècada del 1990 i principis de la dècada del 2000, va ser un dels valors del Mercat Continu espanyol amb més potencial especulatiu gràcies a les previsions de mercat del seu primer fàrmac antitumoral, Yondelis®, fins que diverses adversitats en l'aprovació d'aquest fàrmac per part de l'FDA estatunidenca van minvat ostensiblement el seu interès borsària.

### Direcció
José María Fernández-Sousa va fundar PharmaMar el 1986. Des d'aquesta data és president de PharmaMar i del grup Zeltia. La seu central del Grup Zeltia es troba a la Plaza del descubridor Diego de Ordás, a Madrid.

### Empreses del grup Zeltia
En l'actualitat Zeltia és un grup d'empreses que són líders en els seus sectors:
- PharmaMar, S.A: Dedicada a la recerca de fàrmacs antitumorals d'origen marí.
- CZ Veterinaria, S.A: Dedicada a la fabricació de vacunes veterinàries.
- Sylentis, S.A.U: Dedicada a l'aplicació mèdica de fàrmacs RNAi i tecnologies de silenciament gènic.
- Genomica, S.A.U: Dedicada al diagnòstic.
- Zelnova, S.A: Dedicada a la fabricació d'insecticides, ambientadors i productes de la llar.
- Xylazel, S.A: empresa dedicada a la fabricació de pintures i altres productes per a fusta.

## Yondelis®i PharmaMar
Malgrat que el camp d'acció del grup Zeltia és ampli, un dels seus pilars fonamentals és el desenvolupament de fàrmacs d'origen marí, especialment contra el càncer i l'Alzheimer.
PharmaMar va desenvolupar el fàrmac comercialitzat amb la marca Yondelis® (trabectedina, ecteinascidin 743 o ET-743), derivat del tunicat marí Ecteinascidia turbinata, el primer fàrmac antitumoral desenvolupat pel grup Zeltia i el primer desenvolupat a Espanya.
Yondelis® (trabectedina), va obtenir el vistiplau de l'Agència Europea de Medicaments (EMEA) per a la seva comercialització contra el sarcoma de teixits tous el juliol de 2007. PharmaMar comercialitza el medicament a Europa i la companyia estatunidenca Johnson & Johnson té els drets als Estats Units i a la resta del món, excepte Japó. Els Estats Units va aprovar el seu ús en 2015.
El 25 de setembre de 2009, l'EMEA aprova l'ús de Yondelis® en combinació amb DOXIL® / Caelyx per al càncer d'ovari recurrent. El 2 de novembre del 2009 ho aprova la Comissió Europea.
Es realitzen assaigs de fase II amb Yondelis® per a altres càncers: càncer de mama, de pròstata i de pulmó, així com per a altres tumors pediàtrics que hauran de provar la seva eficàcia i tolerància.

## Accionistes
| Accionista                         | Drets de vot            | Capital | Societat                         | Capital | Control |
| ---------------------------------- | ----------------------- | ------- | -------------------------------- | ------- | ------- |
| José Mª Fernández Sousa-Faro       | 14,007%                 | 7,007%  | -                                | 7,007%  | -       |
| Montserrat Andrade Detrell         | a favor del seu cònjuge | 6,100%  | -                                | 6,100%  | -       |
| Rosalía Mera                       | 5,000%                  | 5,000%  | Rosp Corunna                     | 5,000%  | 100%    |
| Pedro Francisco Fernández Puentes  | 4,546%                  | 1,805%  | -                                | 0,630%  | -       |
| Pedro Francisco Fernández Puentes  | 4,546%                  | 1,805%  | Safoles, S.A.                    | 3,916%  | 30,000% |
| Kutxabank                          | 3,002%                  | 3,002%  | Ck Corporación Kutxa, S.L.       | 3,002%  | 100%    |
| José Luis Fernández Puentes        | 1,444%                  | 1,312%  | -                                | 1,312%  | -       |
| José Luis Fernández Puentes        | 1,444%                  | 1,312%  | cònjuge o fills                  | 0,132%  | -       |
| Santiago Alfredo Fernández Puentes | 1,384%                  | 1,362%  | -                                | 0,884%  | -       |
| Santiago Alfredo Fernández Puentes | 1,384%                  | 1,362%  | Familia Fernández Noguerol, C.B. | 0,477%  |         |
| Santiago Alfredo Fernández Puentes | 1,384%                  | 1,362%  | cònjuge                          | 0,022%  | -       |

## Premis i reconeixements
L'any 2002 l'empresa és guardonada amb la Medalla d'Argent de Galícia, distinció d'honor que concedeix anualment la Xunta de Galícia a persones o institucions pels seus mèrits al servei de la Comunitat Gallega.